# BBC Alba
BBC Alba je televizní kanál veřejnoprávní BBC a skotské mediální společnosti MG Alba, vlastněný pomocí joint venture. Vysílá od roku 2008.

## Historie
Debatu o vzniku kanálu vysílajícího ve skotské gaelštině zahájila organizace BBC Trust (britská obdoba naší Rady pro rozhlasové a televizní vysílání) v roce 2007, konkrétně v listopadu. Krátce na to, 7. prosince 2007, poradní orgán BBC Trust, Audience Council Scotland, doporučil pomoc s vytvořením nového kanálu s tím, že stávající „gaelská zóna“ na BBC Two Scotland zůstane i po zahájení vysílání kanálu. 28. ledna 2008 dal BBC Trust zelenou pro nový gaelský kanál.
Kanál odstartoval 19. září 2008 ve 21 hodin na satelitu a byl simultánně vysílán od 21:00 do 22:30 na BBC Two Scotland. 8. června 2011 bylo také zahájeno šíření kanálu ve Skotsku v DVB-T za účelem zvýšení sledovanosti. Na celém území Spojeného království se kanál vysílá na platformách Virgin Media a Sky.

## Program
Kanál vysílá velké spektrum pořadů ve skotské gaelštině a klade důraz na sport, kterému jsou vyhrazeny 3 hodiny fotbalu, ragby a shinty týdně. Dále vysílá každý všední den od 20:00 svou vlastní zpravodajskou relaci An Là a také dva pořady, které se vysílaly a stále vysílají už na BBC Two Scotland, známý pořad o aktuálních událostech Eòrpa (česky Evropa) a magazín pro děti Dè a-nis? (česky A co teď?) vysílaný už od roku 1993. Oba dva pořady se vysílají nejdříve ve středu večer na BBC Alba a následně ve svých původních časech ve čtvrtek na BBC Two Scotland. Dětské pořady pro BBC Alba vyrábí CBBC.